# 王昭被
王昭被（？—？）。江南太倉縣人，清朝政治人物。

## 生平
王昭被為康熙四十五年（1706年）丙戌科進士。康熙五十六年（1717年），接替郭朝弼擔任福建龍巖縣知縣一职。